# Mistrzostwa Azji w Saneczkarstwie 2023
8. Mistrzostwa Azji w saneczkarstwie 2023 odbyły się w dniu 17 grudnia 2022 r. w południowokoreańskim Pjongczang. Zawodnicy rywalizowali w dwóch konkurencjach: jedynkach kobiet oraz jedynkach mężczyzn.

## Terminarz
| Data            | Miejscowość | Konkurencja      | Złoto           | Srebro           | Brąz         |
| --------------- | ----------- | ---------------- | --------------- | ---------------- | ------------ |
| 17 grudnia 2022 | Pjongczang  | Jedynki kobiet   | Wang Jiaxue     | Zhou Liangziting | Zhao Jiaying |
| 17 grudnia 2022 | Pjongczang  | Jedynki mężczyzn | Seiya Kobayashi | Li Jing          | Liu Shaonan  |

## Wyniki

### Jedynki kobiet
- Data / Początek: Sobota, 17 grudnia 2022 r.

| Medal | Zawodniczka         | Narodowość       | 1. zjazd | 2. zjazd | Czas     | Strata |
| ----- | ------------------- | ---------------- | -------- | -------- | -------- | ------ |
|       | Wang Jiaxue         | Chiny            | 48.940   | 49.253   | 1:38.193 | –      |
|       | Zhou Liangziting    | Chiny            | 49.110   | 49.319   | 1:38.429 | +0.236 |
|       | Zhao Jiaying        | Chiny            | 49.544   | 49.408   | 1:38.952 | +0.759 |
| 4.    | Oh Jeong-im         | Korea Południowa | 49.555   | 49.416   | 1:38.971 | +0.778 |
| 5.    | Xin Lihui           | Chiny            | 49.753   | 49.222   | 1:38.975 | +0.782 |
| 6.    | Shin Yu-bin         | Korea Południowa | 49.661   | 49.756   | 1:39.417 | +1.224 |
| 7.    | Kim So-yoon         | Korea Południowa | 50.633   | 50.675   | 1:41.308 | +3.115 |
| 8.    | Bae Ha-young        | Korea Południowa | 50.645   | 50.818   | 1:41.463 | +3.270 |
| 9.    | Park Ji-ye          | Korea Południowa | 51.739   | 50.279   | 1:42.018 | +3.825 |
| 10.   | Sunita Chaiyapantho | Tajlandia        | 51.560   | 52.272   | 1:43.832 | +5.639 |

### Jedynki mężczyzn
- Data / Początek: Sobota, 17 grudnia 2022 r.

| Medal | Zawodnik        | Narodowość       | 1. zjazd | 2. zjazd | Czas     | Strata |
| ----- | --------------- | ---------------- | -------- | -------- | -------- | ------ |
|       | Seiya Kobayashi | Japonia          | 47.930   | 47.490   | 1:35.420 | –      |
|       | Li Jing         | Chiny            | 48.260   | 48.843   | 1:37.103 | +1.683 |
|       | Liu Shaonan     | Chiny            | 50.498   | 47.924   | 1:38.422 | +3.002 |
| 4.    | Kwon Oh-min     | Korea Południowa | 49.159   | 50.037   | 1:39.196 | +3.776 |
| 5.    | Kim Bo-keun     | Korea Południowa | 49.750   | 49.633   | 1:39.383 | +3.963 |
| 6.    | Kim Geun-ho     | Korea Południowa | 48.740   | 51.184   | 1:39.924 | +4.504 |
| 7.    | Kim Ha-yoon     | Korea Południowa | 50.387   | 49.921   | 1:40.308 | +4.888 |
| 8.    | Thiraphat Sata  | Tajlandia        | 50.178   | 50.770   | 1:40.948 | +5.528 |
| 9.    | Kwon Ju-hyuk    | Korea Południowa | 50.087   | 51.508   | 1:41.595 | +6.175 |
| 10.   | Yu Ji-hun       | Korea Południowa | 50.901   | 50.798   | 1:41.699 | +6.279 |

## Klasyfikacja medalowa
| Miejsce | Państwo |   |   |   | Razem |
| ------- | ------- | - | - | - | ----- |
| 1.      | Chiny   | 1 | 2 | 2 | 5     |
| 2.      | Japonia | 1 | 0 | 0 | 1     |